# Johannes V. (Katholikos)
Johannes V. der Historiker (Հովհաննես Դրասխանակերտցի, Yovhannēs Drasxanakertc’i, Johannes von Draskhanakert [heute Gjumri]) war von 897 bis 925 der Katholikos der Armenischen Apostolischen Kirche.
Den Beinamen verdankt er seinem Hauptwerk, einer Geschichte Armeniens von den mythischen Anfängen bis zu seiner Zeit. 
Er verlagerte den Sitz des Katholikats von Dvin nach Vaspurakan.